# Wollweber-organisationen
Wollweber-organisationen eller Wollwebergruppen var en kommunistisk sabotageorganisation som bland annat skulle sabotera fascistisk sjöfart i Skandinavien och Nordeuropa. Organisationen leddes och grundades av tysken Ernst Wollweber, och styrdes av den sovjetiska säkerhetstjänsten NKVD.
De svenska och norska medlemmarnas främsta uppgift under 1930-talet var att sabotera tysk, italiensk och spansk-nationalistisk sjöfart till den nationalistiska sidan under det spanska inbördeskriget, och flera fartyg sänktes. 
Sabotagegrupperna ingick organisatoriskt i sovjetiska spionorganisationen NKVD. De mest aktiva sabotagegrupperna fanns i Skandinavien och den norska gick under namnet Osvaldgruppen och den svenska under beteckningen Bernhardorganisationen.